# Heteropelma flaviorbitum
Heteropelma flaviorbitum là một loài tò vò trong họ Ichneumonidae.